# 교황 바오로 2세
교황 바오로 2세(라틴어: Paulus PP. II, 이탈리아어: Papa Paolo II)는 제211대 교황(재위: 1464년 8월 30일 - 1471년 7월 26일)이다. 본명은 피에트로 바르보(이탈리아어: Pietro Barbo)이다.

## 생애 초기
피에트로 바르보는 교황 에우제니오 4세의 외가 쪽 조카이며, 베네치아 출신이다. 본래 무역상이 되기 위해 교육을 받았던 그였지만, 교황으로 선출된 숙부 때분에 사제의 길로 들어서게 되었다. 야심찬 젊은 사제였던 그는 초고속 승진을 거듭하여 1440년에 추기경으로 서임되었으며, 관대한 성품을 지녀 많은 인기를 누렸다. 그는 만약 자신이 교황으로 선출된다면, 무더운 날씨로 고생하는 추기경들에게 각각 한 명씩 호화 별장을 제공하겠노라고 호언장담하였다.
1441년 그는 산타 마리아 인 실비스 수도원의 아빠스로 임명되었으며, 1445년에 줄리아노 체사리니 추기경의 뒤를 이어 성 베드로 대성전의 주임 사제가 되었다.

## 교황 선출
피에트로 바르보는 교황 비오 2세가 선종한 후 소집된 콘클라베 1차 투표에서 당시 참석한 19명의 추기경들 가운데 14명으로부터 표를 받아서 후임 교황으로 선출되었다. 콘클라베 전날 밤에 루도비코 트레비산 추기경을 제외한 추기경들 간에 이번에 선출될 후임 교황이 누가 되었든지간에 전임 교황인 비오 2세 때보다 더 큰 권한을 추기경들에게 보장하기로 약속한다는 내용의 서약문에 서명하였다. 오스만 제국과의 전쟁을 지속한다는 서약도 있었지만, 미래의 교황은 추기경 중 다수의 동의 없이 로마 밖으로 나가지 않고, 추기경 전체의 동의 없이는 이탈리아를 떠나지 않기로 하였다. 또한, 후임 교황이 될 사람은 앞으로 추기경단 수를 24명으로 제한하고, 자신의 친족 가운데 단 한 명만 추기경으로 서임하기로 협약하였다. 향후 교황이 새로이 추기경을 서임할 때에도 사전에 추기경단의 동의를 구하도록 하기로 합의하였다.
그러나 막상 교황에 선출된 피에트로는 선출되기 전에 여러 추기경과 했던 약속들을 교황의 재량으로 대거 수정함으로써 추기경들과의 신뢰관계가 깨져버렸다. 이 같은 협약을 그대로 수용하고 이행한다는 것은 곧 교회 문제에 있어서 교황의 독자적인 권위는 물론 교황령 내에서 교황의 전제 정치가 약해지는 결과를 초래할 수 있기 때문이었다. 교황 대관식 직후, 바오로 2세는 추기경들과 했던 협약을 취소하였으며, 누구도 자신에게 접근하기 어렵게 만들었다. 교황과의 알현은 오직 밤중에만 이루어졌으며, 그와 친밀한 관계였던 이들조차 그와 만나기 위해 최소 2주일 동안 기다려야만 했다. 바오로 2세는 의심이 상당히 많은 인물이기도 하였다.

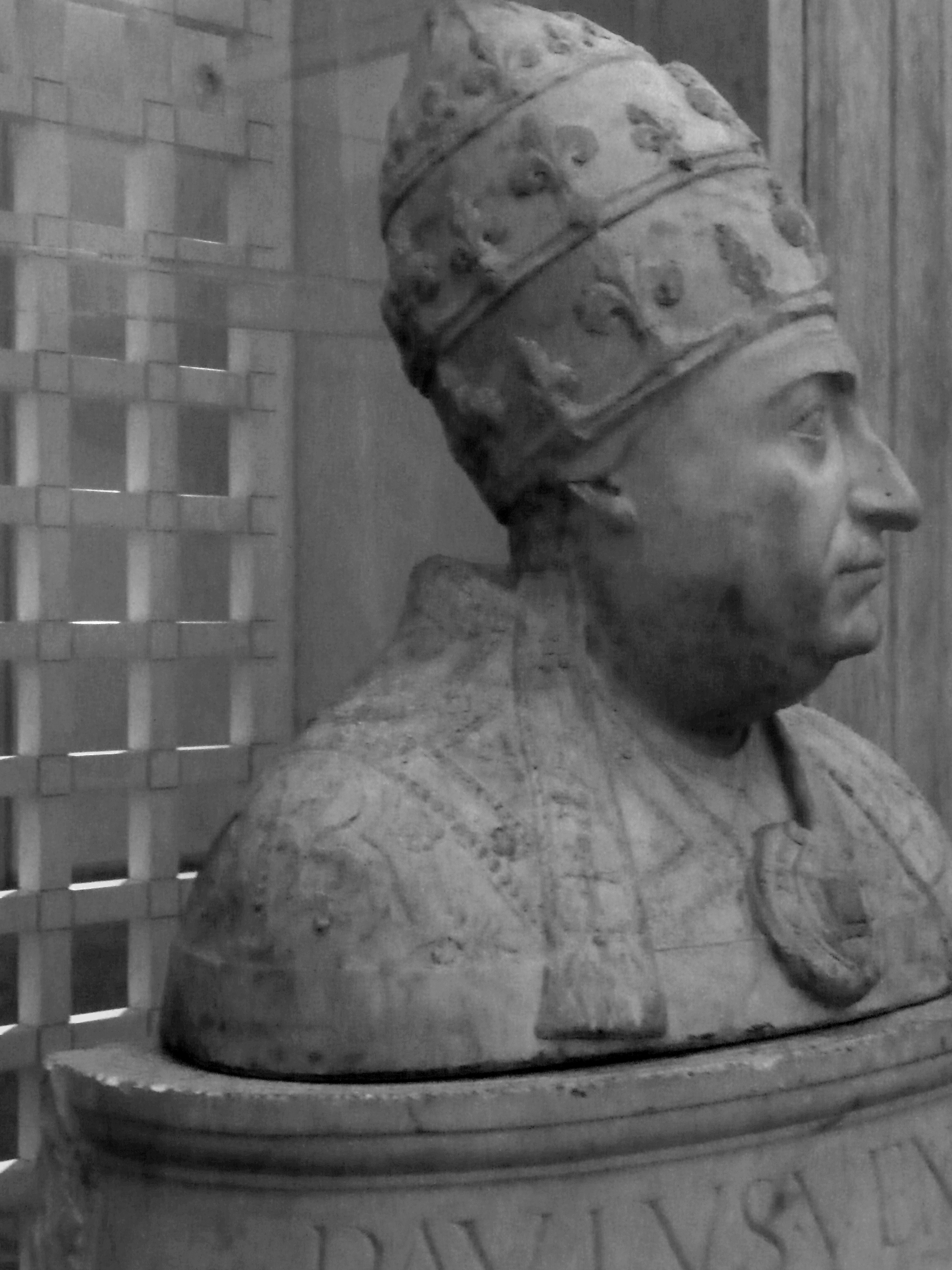
로마의 베네치아 궁전에 있는 교황 바오로 2세의 흉상

그는 공개적인 자리에서 볼연지를 찍은 모습으로 나타나곤 하였으며, 다이아몬드, 사파이어, 에메랄드, 토파즈, 대형 진주를 비롯하여 각종 귀금속으로 화려하게 치장한 교황관을 머리에 쓰고 다녔다. 이 때문에 그는 ‘잘생기다’는 의미의 ‘포르모소 2세’(Formosus II)라고 불리기도 하였다. 권위와 허영을 다소 좋아한 바오로 2세의 취향은 유명한 산 마르코 궁전(오늘날의 베네치아 궁전)에서 드러났다. 이 별궁은 바오로 2세의 지시로 1455년에 건축이 시작되어 1466년에 완공되었는데 이후 바오로 2세의 주요 거처가 되었다. 더불어서 바오로 2세는 여러 예술작품을 수집하여 이곳에 전시하였다.

## 갈등
바오로 2세는 새 추기경을 서임할 때, 사전에 미리 이름을 발표하지 않고 비밀리에 추기경을 서임하는 등 교황으로서의 권한을 남용했다는 비판을 받았다. 비록 교황으로 선출되기 전에 추기경들과 한 합의사항에서 새로 서임할 추기경 후보의 지명을 공동 논의하겠다는 약조를 하기는 했으나, 바오로 2세는 자신의 정책에 최대한 협조할 추기경의 숫자를 늘려 자신의 권력을 강화하고자 하였다. 1464년에서 1465년 사이 겨울에 바오로 2세는 비밀리의 두 명의 추기경을 서임하였으나, 두 사람 모두 추기경으로 서임한다는 공식 발표가 있기 전에 사망하고 말았다. 바오로 2세는 교황으로 선출된 지 4년 만인 1467년 9월 18일에 여덟 명을 새로이 추기경에 서임하였는데, 이들 가운데 다섯 명은 잉글랜드의 에드워드 4세, 프랑스의 루이 11세, 헝가리의 마티아스 코르비누스, 나폴리의 페르디난도 1세, 키프로스의 자크 2세 등 각국 군주들을 배려하여 그들이 원하는 인물들을 추기경에 서임한 것이다. 그리고 다른 한 명은 프란치스코회의 유능한 총장이었으며, 나머지 두 명은 각각 교황의 나이 든 가정교사와 조카였다. 교황의 다른 두 명의 조카 역시 1468년 11월 21일에 추가로 추기경에 서임되었다. 바오로 2세의 비밀주의와 편집증은 날이 갈수록 커져가던 와중에, 그가 미리 작성한 유언장 내용이 유출되었다. 예상대로 그는 추기경회의에서 비밀리에 추기경을 두 명 서임하였으며, 1471년 초에는 네 명의 추기경을 추가로 서임했다는 사실이 밝혀졌다.
1466년 바오로 2세는 교황 문서들을 작성하는 일을 도맡아 하던 초록관직을 폐지하는 등 불필요한 관료주의를 없애려고 하자, 추기경들과의 갈등이 표면화됐다. 평소에 인문주의적 교육을 받은 수사학자들 및 시인들을 매무 못마땅하게 생각하였던 바오로 2세였기 때문에 그러한 인문주의자들로 구성된 초록관들을 파직시키는 것은 이미 예상되었던 일이기도 하였다. 파직당한 초록관들 중의 한 사람이었던 바르톨로메오 플라티나는 교황의 발표 철회를 요구하는 편지를 보냈지만, 건방진 태도로 일관하는 바람에 감옥에 수감되었다. 그리고 4개월 뒤에 석방되었다. 그러나 플라티나는 교황에게 반기를 든 필리포 부오나코르시 등 다른 초록관들과 함께 다시 투옥되어 고문을 받았으며, 이단자라는 죄명을 뒤집어쓴 채 1478년 폴란드로 망명하였다. 플라티나는 자신의 책 《교황들의 생애》(Vitae Pontificum)에서 바오로 2세의 성격을 매우 부정적으로 기술하였다. 비록 플라티나의 글이 바오로 2세와 갈등을 빚은 후에 그의 명예를 더럽히기 위한 목적으로 쓰여진 것이기는 하지만, 당시 로마의 지성계에 큰 반향을 불러온 것은 사실이다. 그 이유에 대해 피터 파트너는 아마도 당시 문예가들 사이에서 로마에서 문화 규제가 실시될 것이라는 우려가 확산되었기 때문일 것이라고 설명하였다. 실제로 바오로 2세의 강력한 제재 이후 로마 학술원은 예전보다 신학에 더 치중하는 보다 종교적인 특징을 띠게 되었다.

## 말년

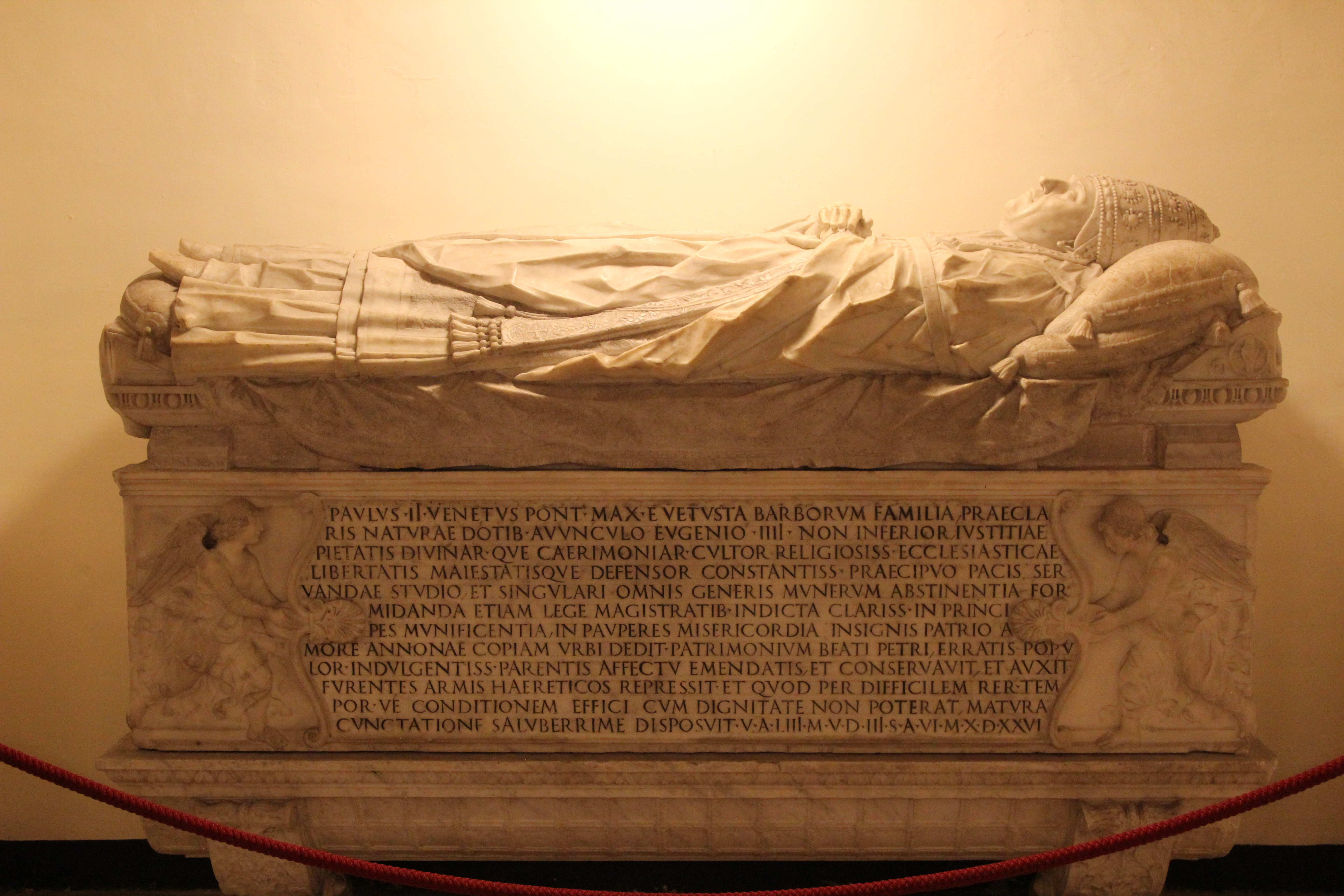
교황 바오로 2세의 무덤

바오로 2세는 보헤미아 국왕 게오르그 폰 포디브라트가 소위 양형론자로서 바젤 공의회를 지지하자 그를 정당한 국왕으로 승인하는 것을 거부하였다. 1465년 8월 바오로 2세는 게오르그 국왕을 로마 법정에 출두하라고 소환하였다. 게오르그 국왕이 로마 법정에 출두하려 하지 않자, 바오로 2세는 보헤미아의 반란군과 동맹을 맺고 보헤미아의 백성들에게 국왕에 대한 충성 서약으로부터 자유롭게 풀어 주는 조치를 취하였다. 1466년 12월 바오로 2세는 게오르그 국왕을 파문함과 동시에 폐위한다는 교서를 발표하였다. 이에 게오르그 국왕의 옹호자인 하임베르크의 그레고리오는 바오로 2세가 부도덕한 행실을 하였다고 고발하는 방식으로 맞대응하였다. 게오르그 국왕은 마음을 바꾸어 바오로 2세와 화해하려고 했으나, 바오로 2세가 1471년 7월 26일에 갑작스럽게 심근 경색으로 선종하면서 무위에 그쳤다. 바오로 2세가 선종한 원인은 멜론을 지나치게 많이 먹다가 급성 소화 불량으로 쓰러진 것으로 전해진다.

## 평가와 영향
바오로 2세는 인문주의 교육에 반대하였지만, 교황령에 인쇄술을 도입하는 것을 승인하였다. 그리하여 1464년 아르놀트 판나르츠와 콘라드 스웨인헤임에 의해 1464년 수아비코에 처음으로 인쇄술이 들어왔으며, 그로부터 1년 후인 1467년에는 로마에도 들어왔다. 그 결과, 과거 필사본을 손으로 쓸 때보다 문서 출판량이 훨씬 증가하였으며, 가격도 덜 비싸졌다. 출판물을 찾는 사람이 많아지면서 인쇄량 수를 맞추기 위해서는 전문 인쇄인을 대대적으로 양성하는 교육이 실시되었다. 물론 바오로 2세의 재위기간 동안 인쇄되어 발간된 출판물들은 사전에 교회로부터 심의를 받아야만 했다. 이 당시 만들어진 서적들은 대체로 라틴어 고전 문학이거나 교회 문헌에 국한되었다.
전기작가 스테파노 인페수라의 일기는 공화주의자요 반교황주의자였던 그의 성향이 짙게 반영되었기 때문에, 객관적이라고 보기에는 힘들지만 당시 사정을 알 수 있는 좋은 참고 자료가 되고 있다. 그의 일기를 보면, 바오로 2세는 비록 인문주의자는 아니었지만 대중의 오락을 위해서는 최선을 다한 지도자였다는 것을 알 수 있다. 1466년 그는 라타 거리 중심가에 카니발의 상징이라고 할 수 있는 경마 경기를 개최하는 것을 승인하였다. 라타 거리는 나중에 코르소 거리로 개명되었으며, 오늘날까지 이곳에서는 경마 경기가 연간 행사로 개최되고 있다. 그러나 이 축제는 유대인들에 대한 당시 유럽의 기독교 신자들의 뿌리 깊은 반감이 드러난 축제이기도 하였다. 바오로 2세는 비유럽인 시민들을 즐겁게 하기 위한 목적으로 유대인들의 옷을 벗긴 다음 알몸 상태로 거리를 질주하도록 강요하였다. 또한, 그는 유대인들에게 공공장소에 있을 시 노란색 손수건을 착용하도록 지시하여 비유대인들과 구별하도록 하였는데, 이러한 방식은 수세기 후에 홀로코스트 시기에도 사용되고 만다. 바오로 2세는 권위를 내세우는 것을 좋아하여 자신을 화려하게 치장하는데 돈을 아낌없이 투자하는 성향이 있었다. 그가 선종한 후, 후임자인 교황 식스토 4세는 몇몇 추기경들을 선별하여 오스만 제국에 맞서기 위한 군사 비용으로 모아 둔 자금이 얼마나 되는지 조사하도록 지시하였다. 그들은 30만 두카트 정도의 가치가 있는 진주로 장식된 은 조개상 54개를 발견하였다. 그리고 역시 그 가치가 30만 두카트나 되는 보석들과 금괴들과 7천 두카트의 가치를 지닌 아름다운 다이아몬드도 찾아냈다. 이 밖에도 바오로 2세는 800여 개나 되는 보석을 수집하기도 하였다.
국정 운영 면에 있어서 바오로 2세는 이룬 업적이 별로 없었다. 그러나 교황령에 한해서 그는 1460년 스테파노 포르카리와 티부치오 디 마소의 반란 사태 이후, 여전히 반교황주의적 성향을 드러냈던 1466년 안귈라라 백작 가문을 소탕하는데 성공하였다.